# Henri Davignon
Pour les articles homonymes, voir Davignon.
Le vicomte Henri Davignon né à Saint-Josse-ten-Noode le 23 août 1879 et mort à Bruxelles le 14 novembre 1964, est un écrivain belge de langue française, membre de Académie royale de langue et de littérature françaises.

## Biographie
Henri Davignon naît le 23 août 1879 à Saint-Josse-ten-Noode,.
Il étudie à Bruxelles, à la Faculté universitaire Saint-Louis (ancienne dénomination de l'Université Saint-Louis - Bruxelles) puis à l'université catholique de Louvain le Droit et les Sciences politiques et sociales. Attiré par la littérature, il commence sa carrière d'écrivain par l'écriture de comédies qu'il signera du pseudonyme de Chantemerle, son premier roman, Le Courage d'aimer paraîtra chez Plon en 1906.
Il est élu à l'Académie royale de langue et de littérature françaises le 12 mars 1932.
Le vicomte Henri Davignon meurt à Bruxelles le 14 novembre 1964,.

## Hommages
- Un prix quinquennal décerné par l'Académie royale de langue et de littérature françaises de Belgique porte son nom.
- Une religieuse, R.S. Marguerite-Félicie Inial, lui consacre une thèse de doctorat : Henri Davignon, écrivain belge , publiée par The Catholic University of America Press, Washington, D.C.[5]

## Œuvres
- Les Deux Hommes,
- Mon ami français,
- Aimée Collinet,
- Un Belge,
- Jean Swaline,
- L'Ardennaise,
- Le Courage d'aimer, éd. Plon, 1906
- Croquis de jeunes filles, Plon, 1907
- Le Prix de la vie, éd. Plon, 1909, prix de Jouy de l’Académie française 1911
- Les Procédés de guerre des Allemands en Belgique, éd. Bloud et Gay, 1915
- La Belgique en Angleterre ; Un peuple en exil, Bloud et Gay, 1916
- Les Affiches allemandes en Belgique,
- Jan Swalue, éd. Plon, 1919
- Mon ami français ; Le bateau de plaisance, éd. Librairie Plon, 1923
- Un pénitent de Furnes, éd. Plon, 1925
- Le Vieux Bon Dieu, éd. Plon, 1927
- Bérinzenne, éd. Plon, 1934
- Petite béguine voulez-vous danser ? : et autres chansons de Flandre, Plon, 1936
- Henri Davignon et Jan Waterschoot (ill.), Bois en Ardenne, Bruxelles, Durendal, coll. « Durendal » (no 53), 1943, 207 p. (OCLC 221150579, présentation en ligne).
- Souvenirs d'un écrivain belge: 1879-1945, Plon, 1954
- Naissance et Mort d'un poète, éd. La Renaissance du livre, 1960
- Le Buste survit, éd. La Renaissance du livre, 1963
- De la Princesse de Clèves à Thérèse Desqueyroux, vol. 30 de Académie royale de langue et de littérature françaises, 1963